# هنتر موريس
هنتر موريس (بالإنجليزية: Hunter Morris)‏ هو لاعب كرة قاعدة أمريكي، ولد في 7 أكتوبر 1988 في هنتسفيل في الولايات المتحدة.

## وصلات خارجية
- هنتر موريس على موقع دوري كرة القاعدة الرئيسي (الإنجليزية)
- هنتر موريس على موقعبيزبول رفرنس.كوم (الدوري الثانوي) (الإنجليزية)
- هنتر موريس على موقع إي إس بي إن.كوم (أم.أل.بي) (الإنجليزية)
- هنتر موريس على موقع مشجعي الرسوم البيانية (الإنجليزية)